# 최상건
최상건(1953년 4월 28일 ~ )은 조선민주주의인민공화국의 정치인이다. 조선로동당 중앙위원회 위원 겸 최고인민회의 제13기 대의원이다. 고등교육상 겸 김일성종합대학 총장이다.

## 경력
2008년 국가학위학직수여식에서 박사학위를 받았으며, 국가과학기술위원회 부위원장을 거쳐 2012년 8월 리자방 후임으로 국가과학기술위원회 위원장에 임명되었다. 2014년 최고인민회의 제13기 대의원을 지냈으며, 2016년 5월 조선로동당 중앙위원회 위원에 올랐다. 당 중앙위 과학교육부 부장을 역임했다.